# Тигран Геворг Мартиросян
Тигран Геворг Мартиросян  (вірм. Տիգրան Գ. Մարտիրոսյան, 9 червня 1988) — вірменський важкоатлет, олімпійський медаліст. Заслужений майстер спорту Вірменії.

## Виступи на Олімпіадах
| Олімпіада  | Дисципліна      | Місце |
| ---------- | --------------- | ----- |
| Пекін 2008 | легка категорія | 3     |